# Cine de Corea
El cine de Corea (한국영화, Hanguk-Yeonghwa) abarca tanto la industria cinematográfica de Corea del Sur como la de Corea del Norte. Al igual que todos los aspectos culturales de Corea durante el siglo XX, la industria del cine a menudo ha estado directamente influenciada por los eventos políticos ocurridos en Corea, desde la dinastía Joseon pasando por la Guerra de Corea y la separación de las dos Coreas. Si bien la industria cinematográfica de ambos países está consolidada; únicamente los filmes surcoreanos han alcanzado reconocimiento internacional. Las películas norcoreanas generalmente tratan temas revolucionarios o comunistas.
Las películas surcoreanas disfrutaron de una "edad de oro" desde fines de la década de 1950, y durante la década de 1960, pero ya durante la década de 1970 las mismas eran consideradas de baja calidad. No obstante, para el año 2005 Corea del Sur se había convertido en uno de los pocos países en los que se ven más películas domésticas que extranjeras, gracias en gran parte a las leyes que imponen límites al número de películas extranjeras que pueden ser proyectadas en las salas de cine cada año. En los cines desde el 2006 es obligatorio que se proyecten películas coreanas por lo menos durante 73 días al año y en la televisión por cable la cuota de películas nacionales se reducirá del 25% al 20% después de que se firme el Tratado de Libre Comercio entre Corea del Sur y Estados Unidos.

## Hasta 1926
La edición del periódico The Times de 19 de octubre de 1897 afirmó que "Las imágenes en movimiento finalmente han sido introducidas en Joseon, un país situado en el Lejano Oriente. A principios del mes de octubre de 1897, se proyectaron películas para el público en Jingogae, Bukchon, en una barraca en mal estado que fue prestada por su dueño chino durante tres días. Las películas proyectadas incluyeron cortometrajes y películas de actualidad producidas por la compañía francesa Pathe Pictures". Existen registros de otra proyección de películas al público en 1898 cerca de Namdaemun en Seúl.
El profesor y viajero norteamericano Burton Holmes fue el primero en filmar en Corea como parte de sus programas de travelogue. Además de mostrar sus películas en el extranjero, las proyectó para la familia real en 1899. Un anuncio en el periódico, Hwangseong Sinmun (el Imperial), menciona otra proyección al público realizada el 23 de junio de 1903.La Dongdaemun Electric Company, informó que el precio de admisión para observar la fotografía escénica fue de 10 jeon (la moneda usada en la época).

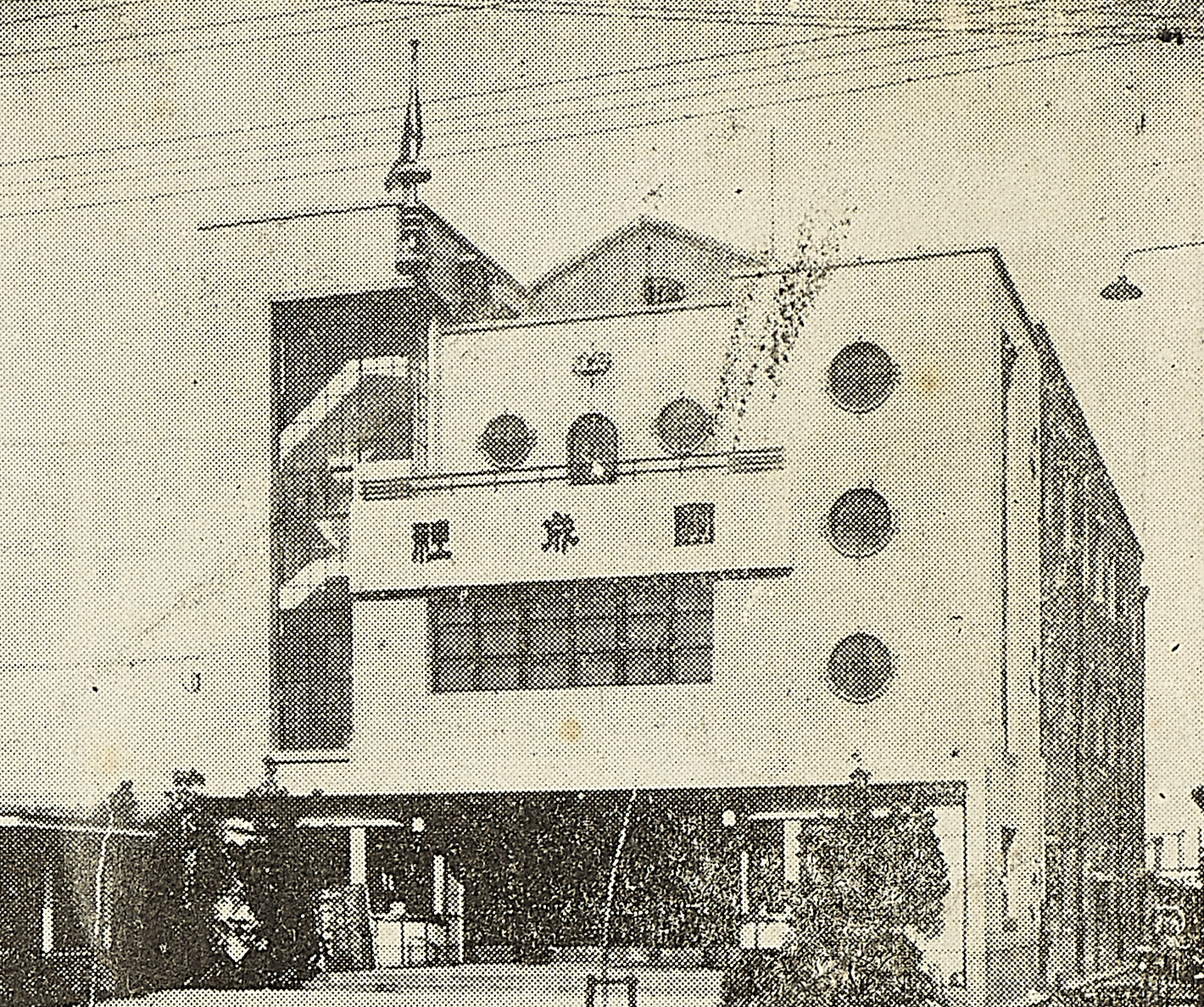
Dansungsa, La primera sala de cine en Corea (1920).

La primera sala de cine en Corea, Dongdaemun Motion Picture Studio, fue inaugurada en 1903. Y en noviembre de 1907 aún antes de la creación de una industria cinematográfica nacional, el Cine Dansungsa abrió en Seúl. Al principio, los cines coreanos proyectaban películas importadas desde Europa y Estados Unidos.
El jefe de Dansung-sa, Pak Sung-pil apoyó activamente al cine coreano a conseguir fondos para la primera película nacional, Loyal Revenge (en Hangul:의리적 구투; Uirijeok Gutu), y también un primer reportaje Scenes of Kyongsong City. Ambos se estrenaron en su cine el 27 de octubre de 1919.
En los años siguientes, la producción de películas en Corea consistió en películas documentales o con formatos especiales mezclando el cine y el teatro. No es claro cual fue el primer largometraje producido en Corea. Se menciona el rodaje de Chunhyang-Jeon (Hangul: 춘향전) en 1921 (estrenado en 1922) como el primer largometraje de Corea.  Chunhyang que trata sobre una historia o cuento tradicional, que se convertiría en una de las historias más veces filmadas, fue posiblemente, el primer largometraje de Corea, y fue sin duda la primera película sonora de Corea.  Otras fuentes, sin embargo, mencionan a Yun Baek-nam y su obra, Ulhaui Mengse ("Amor Bajo la Luna", 1923) como el primer largometraje producido en Corea.

## Cenit del cine mudo (1926-1930)

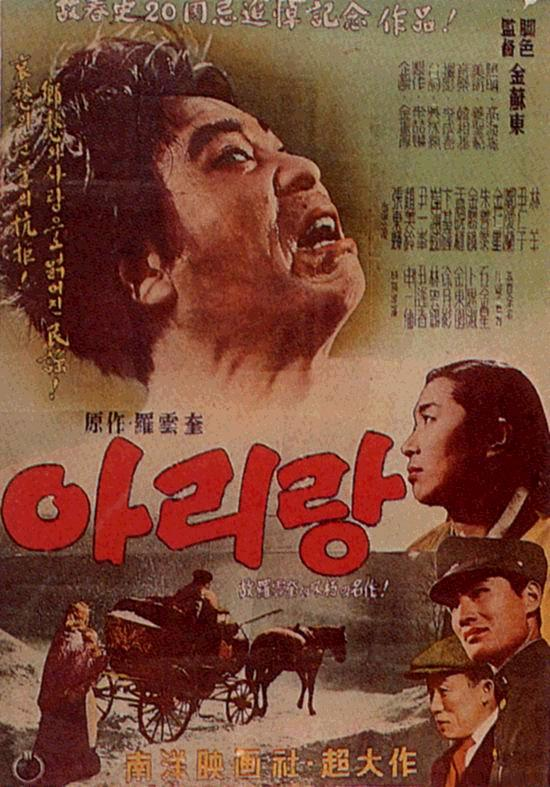
El cartel de Arirang (1957).

Los cines coreanos eran operados por japoneses. Un comerciante de sombreros, llamado Yodo Orajo estableció una compañía de cine llamada Choson Kinema Production en 1926. El joven actor Na Woon-gyu tuvo la oportunidad de escribir, dirigir y protagonizar su propia película en este cine. El lanzamiento de la película de Na, Arirang (Hangul: 아리랑) (1926) es considerado el inicio del cine mudo en Corea. Arirang es una canción que expresa numerosos aspectos del sentir coreano, la obra no tenía un tema abiertamente político. Mensajes ocultos o subtítulos eran narrados por los byeonsas (o narradores) durante la proyección.
Un artículo periodístico de 1908 muestra que esta tradición de "byeonsa" (Hangul: "변사", o "benshi" en japonés) apareció en Corea casi desde el comienzo mismo de la proyecciones de películas. Un byeonsa es una persona que durante la proyección de la película explicaba los sentidos de cada diálogo o situación para facilitar su comprensión por el espectador. Al igual que en Japón, esto se convirtió en una parte integral de la proyección de las películas mudas, especialmente de las películas importadas, donde un byeonsa hacia de traductor de títulos. Un aspecto interesante de la tradición byeonsa es que cuando las autoridades japonesas no estaban presentes, los narradores insertaban puntos de sátira y crítica sobre la ocupación. De esta forma la narración cinematográfica permitía exponer un subtexto político invisible a los censores japoneses. Un ejemplo típico es el análisis del filme americano Ben Hur (1927): mientras que la censura japonesa no pudo encontrar ningún problema en la proyección del film que perjudicara a Japón, los byeonsas transmitieron el mensaje que la represión hacia los judíos era análoga a la que sufrían los coreanos. Por otra parte, algunos byeonsas eran más populares que los propios actores.
El éxito de Arirang inspira una explosión de actividad en la industria cinematográfica de Corea a finales de la década de 1920. Y por ello se la denominó "la era de oro del cine mudo". Más de setenta películas fueron producidas durante este período, y la calidad y cantidad de películas fue en aumento.
Al film Na Un-gyu le siguieron películas populares y respetadas críticamente como Punguna (풍운아, Persona de destino) (1926) y Deuljwi (들쥐, Vole) (1927). Na Un-gyu Producciones se unió con Park Sung-pil con el propósito de producir películas coreanas para los coreanos. Aunque esta empresa fue de corta duración, produjo películas importantes como Jalitgeola (잘 있거라, Adiós) (1927), Beongeoli Sam-ryong (벙어리 삼룡, Mudo Samryong) (1929), y Salangeul chajaseo (사랑을 찾아서, En busca del amor) (1929).
Otro director importante de este período, Shim Hun rodó solo una película, Mondong-i Tul-ttae (먼동 이 틀 때, Al amanecer). Aunque las críticas de esta película eran tan buenas como las que recibió Arirang, Shim murió a la edad de 35, mientras dirigía su segunda película, Sangroksu (상록수) (La hoja perenne), basada en su novela. La novela fue posteriormente filmada por el director Shin Sang-ok en 1961 y por Im Kwon-taek en 1978.

## Período del cine mudo tardío (1930-1935)

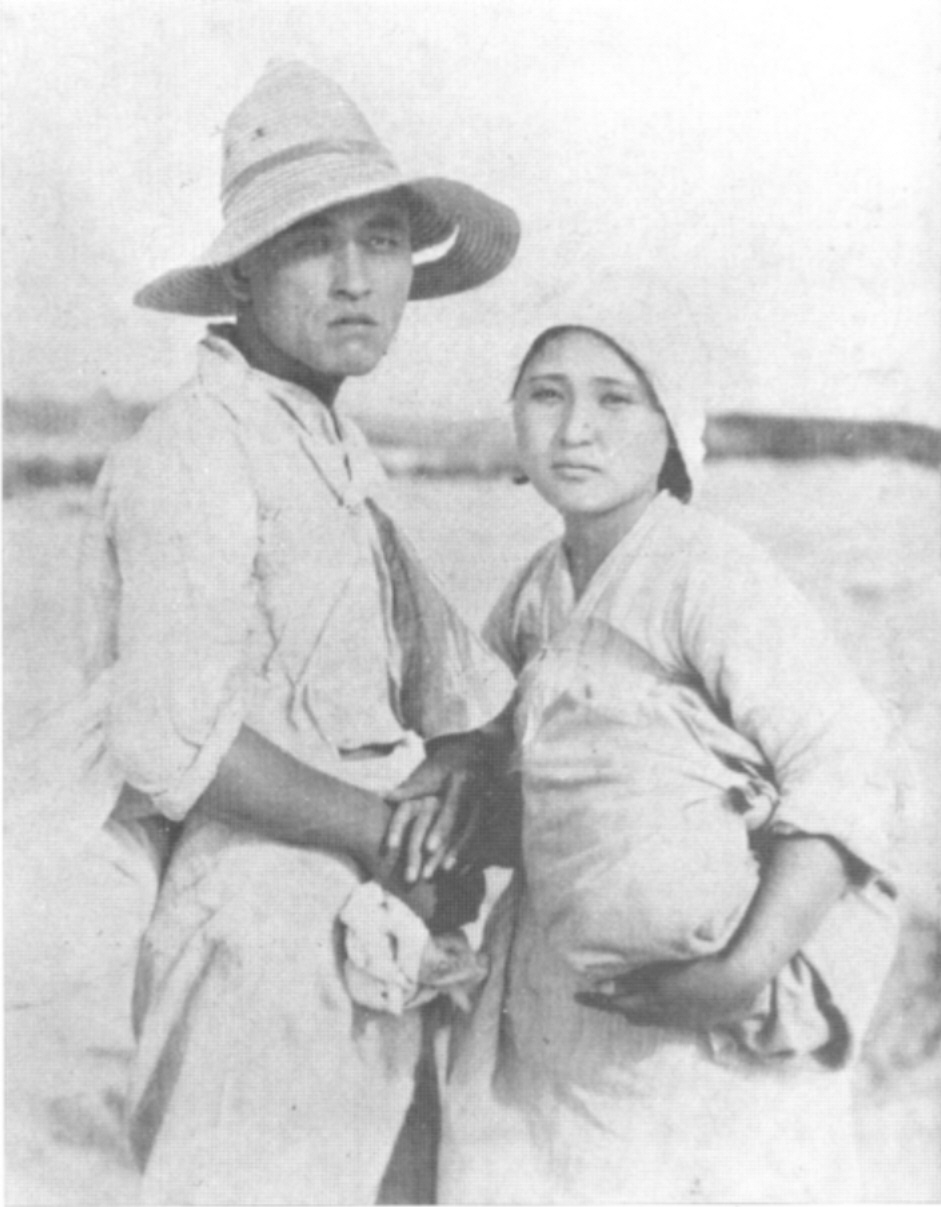
Imja-eobtneun naleutbae.

En la década de 1930, se paralizó la producción de películas coreanas por la censura y opresión del gobierno japonés, por lo que la producción se redujo a dos o tres películas por año. Bajo el militarismo japonés, el control estatal ejerció una censura continua. Así es como algunos directores se expatriaron a otros países, especialmente a Shanghái, China dónde podían trabajar sin limitaciones.
Tal vez la película más importante de esta época fue Imja-eobtneun naleutbae (Ferryboat with no Ferryman) (1932), dirigida por Lee Gyu-hwan (1904-1981), protagonizada por Na Woon-gyu. Después de esta obra, la actividad fue disminuyendo por efecto de la censura gubernamental, causando de facto "no más cines" en Corea hacia la pre-liberación. Naturalmente, ello significó la desaparición de los byeonsas y mensajes nacionalistas.

## Cine sonoro(1935-1945)
El primer film sonoro fue importado desde Tokio a Seúl, mientras que la industria cinematográfica coreana no lograba conseguir fondos para financiar sus producciones. La primera película fue Chunhyang-jeon(Lee Myeong-woo). Lee era hermano de un operador de cine llamado Lee Pil Ju que había estudiado la técnica de los  filmes sonoros.
Después del movimiento primero de marzo, el gobierno comenzó a modificar el sistema al reinante desde de terrorismo a de asimilación cultura. En parte de los cines, la Unidad de Cine de Corea Colonial (朝鮮 総 督府 キ ネ マ) fue creada para producir y distribuir películas que promovieran la cultura y las costumbres de Japón.
En la segunda mitad de la década de 1930, los filmes sonoros se confrontaron a más crisis de censura que cines mudos. La popularidad indica, además, pérdida del papel de los comentaristas (byeonsa): no había más menciones inconformistas alrededor de la proyección. Se sustituyeron las películas norteamericanas y europeas por las japonesas. El film, Suicide Troops of the Watchtower (望楼の決死隊, 1943) buscaba comunicar mediante mensajes políticos: que Japón y Corea, eran hermanos (en Hangul:일선동조론, en japonés:日鮮同祖論).

## Corea dividida

### El cine surcoreano

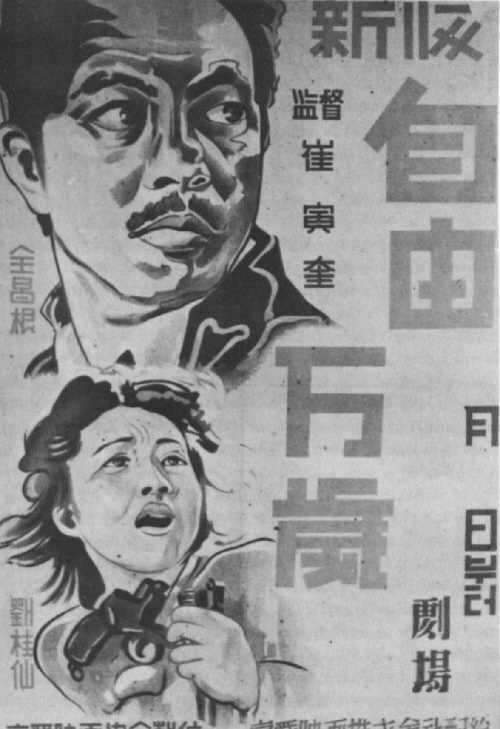
Cartel de Jayu Manse.

Con la rendición de Japón en 1945, y la posterior liberación de Corea, la libertad se convirtió en un tema predominante de las películas. Viva la Libertad! (Hangul: 자유 만세; Jayu Manse!) es considerado el principal film de esta época.
De acuerdo al archivo de películas coreanas, 14 películas fueron hechas durante la guerra de Corea; desde 1950 hasta 1955 solo se produjeron cinco o seis películas por año.
Con el armisticio de 1953, el presidente de Corea del Sur Syngman Rhee trató de revitalizar la industria del cine por la eximición de impuestos. El renacimiento que había comenzado en 1945 comenzó con la nueva versión (re-make) del exitoso director Lee Kyu-hwan que dirigió Chunhyang-jeon en 1955. En solo dos meses, el 10% de la población, más de 200.000 personas habían visto la película, dando a la industria del cine un gran impulso.
La calidad y cantidad de películas se incrementaron a lo largo de la década de 1950. Inicialmente se producían 5 películas por año, pero para 1959 la producción alcanzó la cifra de 111 películas anuales. La industria cinematográfica disfrutó de gran libertad durante el intervalo 1960-1961 entre las administraciones de Rhee y Park Chung Hee.
Con la ascensión de Park Chung Hee a la presidencia en 1962, el control gubernamental se incrementó sustancialmente. Comenzando con la Ley del Cine de 1963, se promulgaron una serie de medidas más restrictivas. El número de películas producidas e importadas fueron limitadas bajo un estricto sistema de cuotas Estas nuevas normas redujeron el número de empresas de producción cinematográfica en Corea, en gran parte debido a la censura que combatía todo atisbo de comunismo.
A pesar de estas políticas gubernamentales, el público coreano continuó concurriendo al cine y muchas películas siguieron dando a Corea del Sur a lo largo de la década de 1960. Además, Grand Bell Awards (Daejongsang) se establecieron en 1962, que ha sido la concesión de la excelencia en Corea del Sur desde entonces.

#### Era "Revitalizada por el gobierno"
La censura de gobierno alcanzó el momento más fuerte en la década de 1970, alrededor del mercado del cine animado que se había establecido hacia esa la década y cubre varios campos de medio. Así es como este periodo puede ser llamado como "el invierno (de los años sesenta) en las películas coreanas".
El presidente Park Chung-hee elaboró un proyecto de ley autoritaria denominada Restauración Yusin (Reformas de Revitalización). Esta ley produjo una gran depresión de la industria del cine. El gobierno cuidó principalmente que las películas no apoyasen al régimen norcoreano o al comunismo y que los directores o trabajadores que aparecieran en listas negras fueran arrestados cuando se desviaban del libreto. Escribiendo en 1981, la International Film Guide dijo sobre el cine de Corea del Sur, "Ningún país tiene un código tan estricto como la censura surcoreana - con la posible excepción de los coreanos del norte y algunos otros países del bloque comunista".
La "Asociación de Promoción de Corea del Motion Picture Corporación" (MPPC, en Hangul: 영화 진흥 위원회) fue creada en abril de 1973 y tomó el lugar de la Unión de Promoción de Cine Coreano. La versión oficial indicaba que el MPPC tenía por objetivo fomentar las películas nacionales y proteger la industria cinematográfica coreana. Sin embargo, esta organización fue creada principalmente con vistas al control de la industria. La censura obligó a los directores a realizar películas con libretos "políticamente correctos" bajo los ideales del gobierno.
Estas películas cargadas de propaganda (o "películas de política") resultaron impopulares entre el público que se había acostumbrado a ver los problemas sociales y relatos de vidas reales durante los años 1950 y 1960. Además de hacer frente a la interferencia del gobierno en la realización de sus películas, los cineastas coreanos comenzaron a perder su audiencia en manos de la televisión, la cual creció rápidamente a partir de finales de 1960. La asistencia al cine se redujo un sesenta por ciento, de 173.043.272 espectadores en 1969 a 65.518.581 en 1979 Sin embargo, los cineastas talentosos como Im Kwon-taek y Kim Ki-young fueron capaces de sobrevivir la edad negra produciendo obras de valor.

#### Recuperación (1980-1996)
Durante 1979–1980 se produjo agitación política al ser asesinado el presidente Park Chung-hee el 26 de octubre de 1979, el golpe militar de 12 de diciembre de 1979, perpetrado por el general Chun Doo-hwan contra el presidente Choi Kyu-hah, y la masacre de Gwangju en manos de los militares en 1980.
Las audiencias eran bastante pequeñas durante 1980, pero el proceso de censura se aliviaba para dar más aliento a los escritores y directores con escenarios más venturosos e interesantes. Los cines surcoreanos empezaron de invadir el mercado mundial. Un gran ejemplo es el director Im Kwon-taek, con su obra Mandala ganó el primer premio en Festival de Cine de Hawái y su cine se representó en los países europeos.
En 1988, el presidente Roh Tae-woo decidió eliminar el dirigismo cultural gradualmente, mientras que los directores retomaron los temas sociales y políticos. No obstante, las películas surcoreanas solo captaban el 16% de los espectadores debido a la apertura del mercado a EE. UU. y Hong Kong.

#### Presente (Desde 1997)

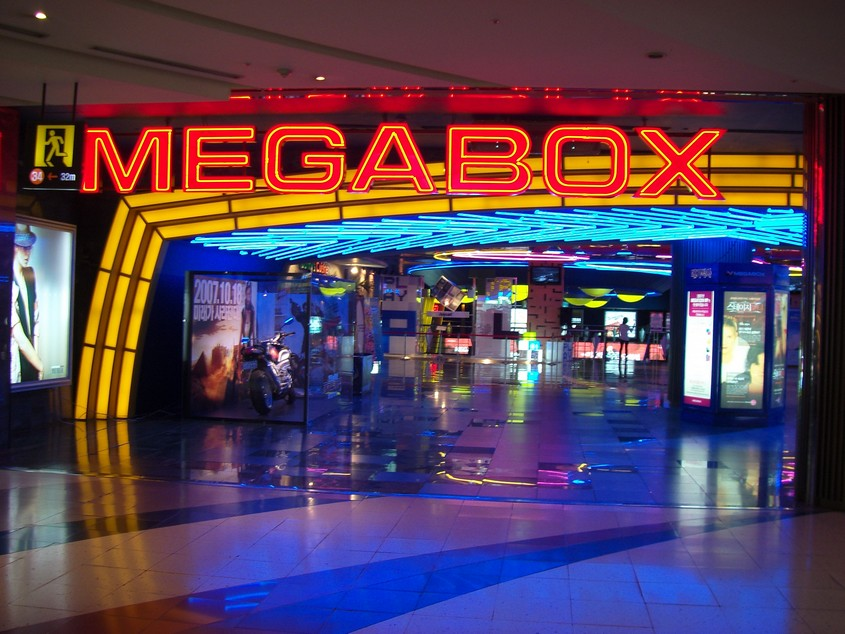
Sala de cine en Coex, Gangnam-gu, Seúl.

En la década de 1990 el cine surcoreano logró superar en la taquilla a las películas más taquilleras de Hollywood, en gran parte debido a las leyes que fijaban cupos al número de películas extranjeras que podían ser exhibidas por año en el cine. Este sistema de cuota de pantalla impuesto por el gobierno se ha mantenido desde 1967, y limita el número de días al año que las películas no nacionales se pueden mostrar en cualquier pantalla de un cine en Corea del Sur. Como requisito previo para abrir las negociaciones con Estados Unidos para el Tratado de Libre Comercio, el gobierno de Corea redujo la cuota de pantalla para las películas nacionales a la mitad, lo que ha permitido que un mayor número de películas extranjeras sean exhibidas en Corea.
A partir del 2004, la afluencia de público al cine ha ido en aumento, y algunas producciones coreanas son más populares que las películas de Hollywood en Corea del Sur. Películas como  Silmido y Taegukgi fueron vistas por más de 10 millones de personas, esto es un cuarto de la población. Silmido es una película basada en una historia real acerca de un grupo de tareas secreto en la década de 1970. La otra película exitosa, Taegukgi, relata la historia de dos hermanos durante la Guerra de Corea.

#### Éxito internacional
En 1956, el director Lee Byeong-il presentó su obra, 'El día del matrimonio' (en Hangul: 시집가는 날) a Festival Internacional de Cine de Berlín., mientras que Cochero del director Gang Dae-Jin ganó Oso de plata especial en 1961. En 1987, Kang Soo-Yeon fue laureada con el premio a mejor actriz en Festival de Cine de Venecia, como la primera actriz asiática.
La primera película coreana que obtuvo reconocimiento internacional de gran categoría fue en el 2002 en el Festival de Cine de Venecia, donde la película Oasis ganó el Premio Speciale Per La Regia y el premio Marcello Mastroianni al mejor actor o actriz.

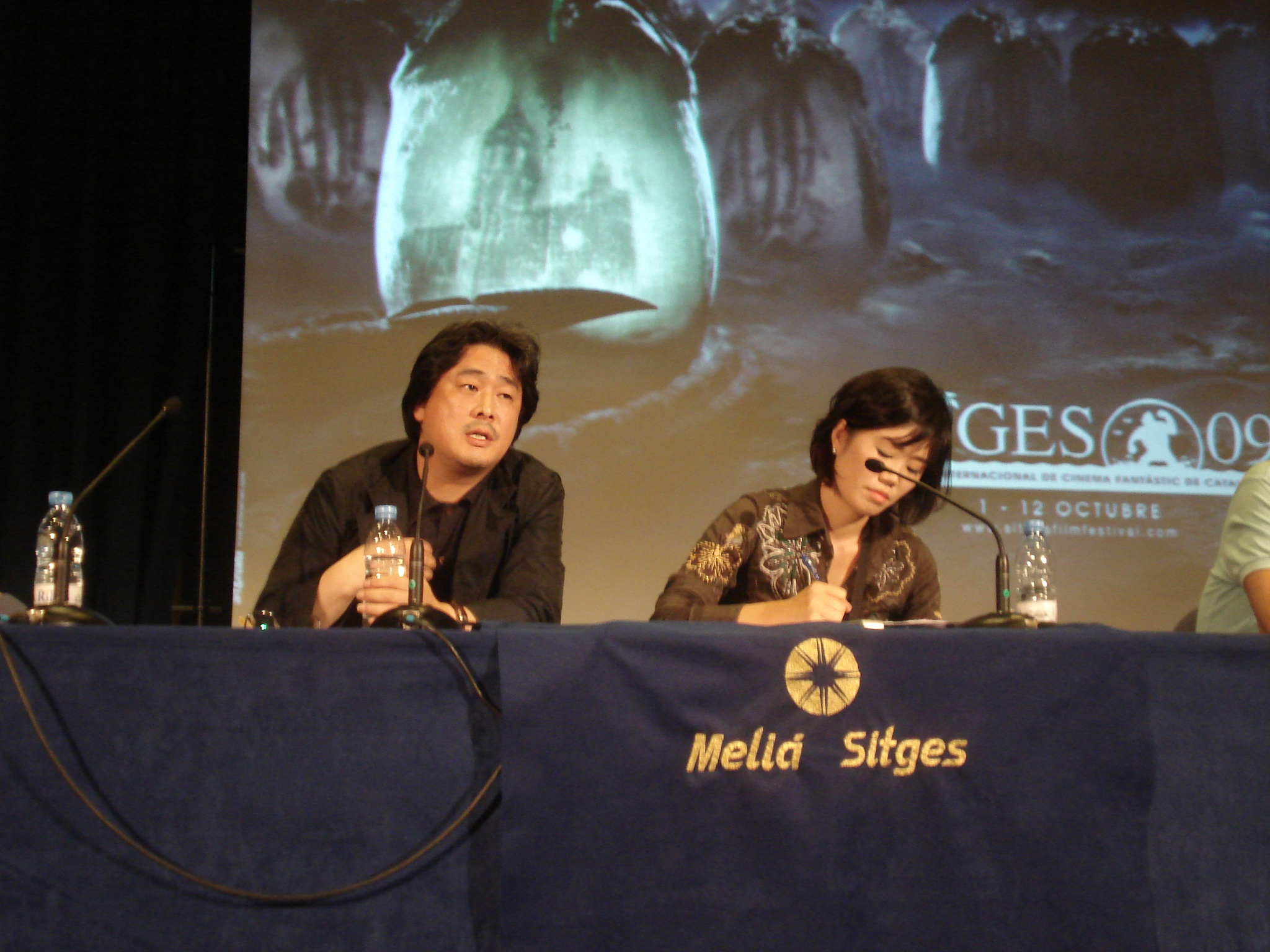
Chan-Wook Park (izquierda), el director de Oldboy.

Oldboy fue otra película coreana que logró amplio reconocimiento internacional al ganar el Gran Premio del Jurado en el Festival de Cine de Cannes. La historia narra la vida de un hombre que es secuestrado y asilado por alguien que no conoce. Vive allí durante 15 años hasta que se libera y tiene 5 días para descubrir la extraña razón de su cruel trampa. 'Oldboy' es una película experimental oscura y sombría, que trata temas relacionados con la locura psicológica y distorsiones sexuales.
En febrero de 2004, Kim Ki-duk ganó el premio al mejor director en la 54.º Festival de Cine de Berlín, por una película sobre una prostituta adolescente,  Samaritan Girl . Además, ganó en el 2004 el premio León de Plata en el Festival de Cine de Venecia por su película,  Hierro 3 .
En el 2010, Poesía ganó el Premio al Mejor Guion y fue seleccionada para la competición oficial en el Festival de Cine de Cannes. En noviembre de 2011, la actriz protagonista, Jeong-hee Yoon ganó el premio de la Asociación de Críticos de Los Ángeles a la Mejor Actriz por su actuación
En 2012, Kim Ki-duk ganó el premio León de Oro por su película Pieta. Pieta se convirtió en la primera película coreana en la historia, en ganar el primer premio en uno de los tres festivales más prestigiosos del mundo, el Festival de cine de Venecia.

#### Festivales de cine en Corea del Sur
Diferentes festivales o ceremonias de nivel nacional e internacional se llevaron a cabo desde 1956.
| Festival | Ciudad  | Estreno |
| --- | ------- | ------- |
| Grand Bell Awards(대종상) | Seúl    | 1962    |
| El Premio Blue Dragon Archivado el 20 de abril de 2021 en Wayback Machine.(청룡영화상)                                         | Seúl    | 1963    |
| Paeksang Arts Awards Archivado el 23 de junio de 2007 en Wayback Machine.(백상예술상)                                          | Seúl    | 1965    |
| Festival Internacional de cine de Busan(BIFF, 부산국제영화제)                                                                  | Busan   | 1996    |
| Puchon International Fantastic Film Festival Archivado el 19 de octubre de 2014 en Wayback Machine.(PiFan, 부천판타스틱영화제) | Bucheon | 1997    |
| International Women's Film Festival in Seoul, IWFFIS(서울국제여성영화제)                                                       | Seúl    | 1997    |
| Festival de cine de la Juventud de Seúl                                                                                        | Seúl    | 1999    |
| Festival Internacional de cine de Jeonju(JIFF, 전주국제영화제)                                                                 | Jeonju  | 2000    |
| EBS International Documentary Festival(EDIF)                                                                                   | -       | 2004.   |
| Festival Internacional de Música y cine de Jecheon(제천국제음악영화제)                                                         | Jecheon | 2005    |

### Corea del Norte
Es difícil determinar el número exacto de películas producidas en Corea del Norte. Hacia 1992, se producían 80 películas por año, por su parte la BBC indicó que hacia el 2001 Corea del Norte estaba produciendo unas 60 películas al año.
A pesar de la información difundida sobre el número de películas producidas, Johannes Schönherr que asistió en el año 2000 al Festival de Cine de Pionyang de los Países no Alineados y otros Países en Desarrollo, encontró poca evidencia de películas o títulos reales. Un folleto de 1988 indica que un total 259 películas fueron producidas en la década de 1980, unas 15 a 20 películas por año.
Desde 1947 el Korean Film Studio ubicado en las afueras de Pionyang es el estudio cinematográfico nacional, mientras que otros estudios han producidos películas norcoreanas. Según un reportaje de 1992, el Korean Feature Film Studio producían 40 películas por año y los otros estudios otras 40 por año.
El líder norcoreano, Kim Il-sung creía en la máxima de Lenin: "El cine es el más importante de todas las artes" Por ello, el gobierno aprovechó las películas con fines de propaganda política y gubernamental. El tema más común era un patriotismo acentuado. Por ejemplo, la película “El destino de Fuerzas Armadas de Autodefensa” (Fate of a Self-defence Corps Member) se basó en una novela escrita por Kim Il-sung durante el movimiento antijaponés.